# Patriarca de Constantinoble
El Patriarca Ecumènic (grec: Η Αυτού Θειοτάτη Παναγιότης, ο Αρχιεπίσκοπος Κωνσταντινουπόλεως, Νέας Ρώμης και Οικουμενικός Πατριάρχης, I Aftoú Theiotáti Panagiótis, o Archiepískopos Konstantinoupóleos, Néas Rómis kai Oikoumenikós Patriárchis, "Sa Santedat, l'Arquebisbe de Constantinoble, Nova Roma i Patriarca Ecumènic") és l'Arquebisbe de Constantinoble - Nova Roma i se situa com a primus inter pares (primer entre iguals) a l'Església Ortodoxa de Constantinoble, i és considerat com el líder espiritual dels 300 milions de cristians ortodoxos a tot el món.
El Patriarcat Ecumènic de Constantinoble és una de les institucions més estables en el món i ha tingut un paper destacat en la història del món. Els patriarques ecumènics en temps antics van ajudar en la difusió del cristianisme i la resolució de les diverses controvèrsies doctrinals. A l'edat mitjana van tenir un paper important en els assumptes de l'Església Ortodoxa, així com en la política del món ortodox, i en l'expansió del cristianisme entre els pobles eslaus. Actualment, a més de l'expansió de la fe cristiana i la doctrina ortodoxa, els patriarques estan implicats en l'ecumenisme i el diàleg interreligiós, el treball de caritat, i la defensa de les tradicions cristianes ortodoxes.
Dins de les cinc seus apostòliques de la Pentarquia, el Patriarca Ecumènic és considerat el successor d'Andreu apòstol. L'actual titular del càrrec és el Patriarca Bartomeu I, el titular número 270 del títol.

## Estatus a l'Església Ortodoxa
El Patriarca Ecumènic de Constantinoble és el primera en honor entre tots els bisbes ortodoxos orientals, presideix en persona - o a través d'un delegat - qualsevol dels concilis dels primats i / o bisbes ortodoxos en què pren part i exerceix com a portaveu principal de la comunió ortodoxa, especialment als contactes ecumènics amb altres denominacions cristianes. No té jurisdicció directa sobre els altres patriarques o altres esglésies ortodoxes autocèfales, però és l'únic entre els seus companys primats que gaudeix del dret de convocar sínodes extraordinaris formats per ells i / o els seus delegats per fer front a situacions especials i també ha convocat concorreguts Sínodes panortodoxos en els últims quaranta anys.
A més de ser el líder espiritual dels 300 milions de cristians ortodoxos a tot el món, ell és l'administratiu superior directe de les diòcesis i arxidiòcesis que serveixen a milions de creients grecs, ucraïnesos, rutens i albanesos a Amèrica del Nord i Amèrica del Sud, Europa occidental, Austràlia i Nova Zelanda, Hong Kong, Corea, Sud-est asiàtic i parts de la moderna Grècia, que, per raons històriques, no cauen sota la jurisdicció de l'Església de Grècia.
La seva posició actual és la de Patriarca de l'Església Ortodoxa de Constantinoble, una de les catorze diverses esglésies autònomes autocèfales i la més alta (tot i que no el més antic) de les quatre antigues seus ortodoxes primacials entre els cinc centres cristians patriarcals que componen l'antiga Pentarquia de l'Església indivisa. En el seu paper com a cap de l'Església Ortodoxa de Constantinoble, també ostenta el títol d'Arquebisbe de Constantinoble, Nova Roma. 
No s'ha de confondre amb el patriarca llatí de Constantinoble, un càrrec que s'ha extingit, i es va crear després de la captura llatina de Constantinoble en 1204, durant la Quarta Croada. Aquesta càrrec va esdevenir en la pràctica inoperant després de la ciutat fos reconquerida pels grecs romans d'Orient, mig segle més tard. De la mateixa manera també se'l coneix, fora de l'ortodòxia, com el patriarca grec de Constantinoble.

## Història

Bandera del Patriarca Ecumènic de Constantinoble.

Quan el 324 l'emperador romà Constantí I fixà la seva nova capital a Bizanci i li donà el nom de Constantinoble, va convocar l'any 325 el Primer Concili Ecumènic que es va celebrar a Nicea en el qual, entre altres decisions doctrinals, es va procedir a organitzar l'Església en patriarcats i diòcesis, i s'atorgà el mateix rang a les seus patriarcals de Roma, Alexandria, Antioquia i Jerusalem, els titulars de les quals van rebre el nom d'arquebisbes.
Posteriorment, al Segon Concili Ecumènic celebrat a Constantinoble l'any 381 es va establir que el bisbe de Constantinoble, que rebria el títol de patriarca, havia de tenir la preferència d'honor després del bisbe de Roma, i es prohibia igualment a tots els bisbes, inclosos el romà i el constantinopolità, que intervinguessin en altres diòcesis. Atès que aquesta decisió va ser presa per pressions imperials, el Patriarcat d'Alexandria va presentar la seva protesta, ja que en el primer concili s'havia decidit que el Patriarca d'Alexandria tindria la preferència d'honor després del Patriarca de Roma.
Al Quart Concili Ecumènic celebrat a Calcedònia l'any 451 es va reconèixer a Constantinoble la mateixa prevalença que a Roma, tot i que al bisbe romà se li reconeixia una autoritat moral sobre la resta dels patriarcats. En aquest concili ecumènic el bisbe de Constantinoble va passar a rebre el títol de "patriarca ecumènic". La confirmació de l'arraconament de la seu d'Alexandria per pressions del poder imperial sobre l'Església, entre altres causes van fer que el Patriarca d'Alexandria Timoteu II l'any 457 excomuniqués el Patriarca de Constantinoble juntament amb la resta dels patriarques, i separés el seu patriarcat de la resta de l'Església, amb la qual cosa donaria origen a l'Església Ortodoxa Copta.
El papa Lleó I el Magne també s'oposà a aquestes mesures argumentant que van ser aprovades en absència dels seus llegats, i a més decidí ressaltar la seva primacia única sobre la resta de patriarcats adoptant el títol de Pontífex Màxim que l'emperador romà Flavi Gracià havia deixat d'utilitzar.
Aquest desig de primacia absoluta per part del Papa conduirà, entre altres motius, al Gran Cisma d'Orient el 1054, després de la mútua excomunió dels patriarques de Roma i de Constantinoble, una excomunió que es mantindrà fins a la Declaració conjunta catòlica-ortodoxa de 1965.
També porten el títol de Patriarca de Constantinoble, els bisbes de ritu armeni d'aquesta ciutat, i aquest patriarcat data de l'any 1461. (Vegeu Patriarcat Armeni de Constantinoble)
D'altra banda, a partir de la Quarta Croada i el saqueig de Constantinoble pels croats el 1204; va ser creat pel Papa el Patriarcat Llatí de Constantinoble; el que va causar l'allunyament terminant i l'animadversió del Patriarcat Ortodox de Constantinoble pel que fa a la cristiandat llatina. Per aquesta raó, aquest títol va ser formalment abolit pel Papa Pau VI el 1965. Com a resposta, Teodor I Làscaris va nomenanr un nou Patriarca de Constantinoble a Nicea, que aviat es va convertir en el líder de l'Església Ortodoxa.

## Llista de patriarques de Constantinoble[8]
Bisbes de Bizanci
- Andreu apòstol (mort el 38)
- Estaqui (38-54)
- Onèsim (54-68)
- Policarp I (69-89)
- Plutarc I (89-105)
- Sedeció (105-114)
- Diògenes de Bizanci (114-129)
- Eleuteri (129-136)
- Fèlix de Bizanci (136-141)
- Policarp II (141-144)
- Atenodor (144-148)
- Euzois (148-154)
- Llorenç I (154-166)
- Alipi (166-169)
- Pertinàs (169-187)
- Olimpi de Bizanci (187-198)
- Marc I de Bizanci (198-211)
- Filadelf de Bizanci (211-217)
- Ciríac I (217-230)
- Castí de Bizanci (230-237)
- Eugeni I de Bizanci (237-242)
- Tit I (242-272)
- Domeci (272-284)
- Rufí I (284-293)
- Probe de Bizanci (293-306)
- Metròfanes de Bizanci (306-314)
- Alexandre I (314-337)

Arquebisbes de Constantinoble
- Pau I (337-339)
- Eusebi de Nicomèdia (339-341)
- Pau I (341-342), 2n cop
- Macedoni I (342-346)
- Pau I (346-351), 3r cop
- Macedoni I (351-360), 2n cop
- Eudoxi d'Antioquia (360-370)
- Demòfil (370-379)
- Evagri de Constantinoble (379)
- Màxim I de Constantinoble (380)
- Gregori de Nazianz (379-381)

Patriarques de Constantinoble
- Nectari (381-397)
- Joan Crisòstom (398-404)
- Arsaci de Tars (404-405)
- Àtic (406-425)
- Sisini I (426-427)
- Nestori (428-431)
- Maximià de Constantinoble (431-434)
- Procle de Constantinoble (434-446)
- Flavià de Constantinoble (446-449)

Patriarques ecumènics de Constantinoble
- Anatoli I (449-458)
- Genadi I (458-471)
- Acaci (471-488)
- Fravites (488-489)
- Eufemi (489-495)
- Macedoni II (495-511)
- Timoteu I (511-518)
- Joan II de Capadòcia (518-520)
- Epifani I de Constantinoble (520-535)
- Àntim (535-536)
- Menes I (536-552)
- Eutiqui de Constantinoble (552-565)
- Joan III Escolàstic (565-577)
- Eutiqui (577-582), 2n cop
- Joan IV Nesteutes (582-595)
- Ciríac II (596-606)
- Tomàs I (607-610)
- Sergi I (610-638)
- Pirrus I (638-641)
- Pau II de Constantinoble (641-653)
- Pere de Constantinoble (654-666)
- Tomàs II (667-669)
- Joan V (669-675)
- Constantí I (675-677)
- Teodor I (677-679)
- Jordi I (679-683)
- Teodor I (683-686) (segon cop)
- Pau III (687-693)
- Cal·línic I (693-705)
- Cir I (705-711)
- Joan VI (711-715)
- Germà I de Constantinoble (715-730)
- Anastasi de Constantinoble (730-754)
- Constantí II (754-766)
- Nicetes I (766-780)
- Pau IV (780-784)
- Tarasi (784-806)
- Nicèfor I de Constantinoble (806-815)
- Teodot I Casiteres (815-821)
- Antoni I de Constantinoble (821-836)
- Joan el Gramàtic (836-843)
- Metodi I de Constantinoble (843-847)
- Ignasi de Constantinoble (847-858)
- Foci I el Gran (858-867)
- Ignasi de Constantinoble (867-877, 2n cop)
- Foci I el Gran (877-886), 2n cop
- Esteve I (886-893)
- Antoni Caulees (893-901)
- Nicolau I el Místic (901-907)
- Eutimi Sincel·le (907-912)
- Nicolau I el Místic (912-925), 2n cop
- Esteve d'Amasia (925-928)
- Trifó de Constantinoble (928-931)
- Teofilacte (933-956)
- Polieucte de Constantinoble (956-970)
- Basili I de Constantinoble Escamandrè (970-974)
- Antoni III Estudita (974-980)
- Nicolau II Crisoberges (984-996)
- Sisini II (996-998)
- Sergi II (999-1019)
- Eustaci de Constantinoble (1019-1025)
- Aleix I Estudita (1025-1043)
- Miquel I (1043-1054)

Patriarques Ecumènics de Constantinoble després del Gran Cisma d'Orient (1054)
- Miquel I (1054-1058)
- Constantí III Licudes (1059-1063)
- Joan VIII Xifilí (1064-1075)
- Cosme I (1075-1081)
- Eustraci Garides (1081-1084)
- Nicolau III Gramàtic (1084-1111)
- Joan IX (1111-1134)
- Lleó Estipiota (1134-1143)
- Miquel Curcues (1143-1146)
- Cosme II (1146-1147)
- Nicolau IV  (1147-1151)
- Teodot II (1151-1153)
- Neòfit I (1153)
- Constantí Cliarè (1154-1156)
- Lluc Crisoberges (1156-1169)
- Miquel Anquíal (1170-1177)
- Caritó (1177-1178)
- Teodosi Borradiotes (1179-1183)
- Basili II de Constantinoble (1183-1186)
- Nicetes II (1186-1189)
- Dositeu (1189, només durant 9 dies)
- Lleó II  (1189)
- Dositeu (1189-1191)
- Jordi II Xifilí (1191-1198)
- Joan X Camater (1198-1206)
- Miquel IV (1206-1213)
- Teodor II de Constantinoble (1213-1215)
- Màxim II (1215)
- Manuel I de Constantinoble (1215-1222)
- Germà II de Constantinoble (1222-1240)
- Metodi II de Constantinoble (1240)

- sede vacante 1240-1244 
- Manuel II de Constantinoble (1244-1255)
- Arseni de Constantinoble (1255-1259)
- Nicèfor II (1260-1261)
- Arseni (1261-1267), 2n cop
- Germà III de Constantinoble (1267)
- Josep Galesiotes (1267-1275)
- Joan XI Bekkos (1275-1282)
- Jordi II de Xipre (1283-1289)
- Atanasi I de Constantinoble (1289-1293)
- Joan XII (1294-1303)
- Atanasi I (1303-1309), 2n cop
- Nefó I (1310-1314)
- Joan XIII Glicàs (1315-1320)
- Geràsim I (1320-1321)
- Isaïes de Constantinoble (1323-1334)
- Joan XIV Kalekas (1334-1347)
- Isidor I (1347-1350)
- Cal·list I (1350-1354)
- Filoteu Cocci (1354-1355)
- Calixt I (1355-1363), 2n cop
- Filoteu Cocci (1364-1376), 2n cop
- Macari (1376-1379)
- Nil I (1379-1388)
- Antoni IV (1389-1390)
- Macari (1390-1391), 2n cop
- Antoni IV (1391-1397), 2n cop
- Cal·list II Xanotopoulos (1397)
- Mateu I (1397-1410)
- Eutimi II (1410-1416)
- Josep II de Constantinoble (1416-1439)
- Metròfanes II (1440-1443)
- Gregori III Mammes (1443-1450)
- Atanasi II (1450-1453)
- Genadi II Escolari (1453-1456)
- Isidor II Xantopoulos (1456-1457)

- sede vacante 1457-1458
- Genadi II Escolari (1458), 2n cop

- sede vacante 1458-1462
- Genadi II Escolari (1462-1463), 3r cop
- Sofroni Siropul (1463-1464)
- Genadi II Escolari (1464), 4t cop
- Josafat I (1464-1466)
- Marc II Xilocaraves (1466)
- Simeó de Trebisonda (1466)
- Dionís I (1466-1471)
- Simeó I de Trebisonda (1471-1474), 2n cop
- Rafael I (1475-1476)
- Màxim III de Constantinoble (1476-1481)
- Simeó de Trebisonda (1481-1486), 3r cop
- Nefó II (1486-1488)
- Dionís I (1489-1491), 2n cop
- Màxim IV Manasses (1491-1497)
- Nefó II (1497-1498), 2n cop
- Joaquim I (1498-1502)
- Nefó II (1502), 3r cop
- Pacomi I (1503-1504)
- Joaquim I (1504), 2n cop
- Pacomi I (1504-1513), 2n cop
- Teolepte I (1513-1522)
- Jeremies I (1522-1524)
- Joanic I (1524-1525)
- Jeremies I (1525-1546), 2n cop
- Dionís II (1546-1556)
- Josafat II (1556-1565)
- Metròfanes III (1565-1572)
- Jeremies Tranos (1572-1579)
- Metròfanes III (1579-1580), 2n cop
- Jeremies II Tranos (1580-1584), 2n cop
- Pacomi II (1584-1585)
- Teolepte II (1585-1586)
- Jeremies II Tranos (1587-1595), 3r cop
- Mateu II (1596)
- Gabriel I (1596)
- Teòfanes I Cariques (1596-1597)
- Meleci Pegues (1597-1598) i (1601 com a coadjutor)
- Mateu II (1598-1602), 2n cop
- Neòfit II (1602-1603)
- Mateu II (1603), 3r cop
- Rafael II (1603-1607)
- Neòfit II (1607-1612), 2n cop
- Ciril Lucaris (1612)
- Timoteu II (1612-1620)
- Ciril Lucaris (1620-1623), 2n cop
- Gregori d'Amasia (1623)
- Ciril Lucaris (1623-1630), 3r cop
- Àntim II (1630)
- Ciril Lucaris (1630-1633), 4t cop
- Ciril II Contares (1633)
- Ciril Lucaris (1633-1634), 5è cop
- Atanasi III (1634)
- Ciril Lucaris (1634-1635), 6è cop
- Ciril II Contares (1635-1636), 2n cop
- Neòfit III (1636-1637)
- Ciril Lucaris (1637-1638), 7è cop
- Ciril II Contares (1638-1639), 3r cop
- Parteni I (1639-1644)
- Parteni II (1644-1646)
- Joanic II (1646-1648)
- Parteni II (1648-1651), 2n cop
- Joanic II 1651-1652), 2n cop
- Ciril III (1652)
- Paisi I (1652-1653)
- Joanic II (1653-1654), 3r cop
- Ciril III (1654), 2n cop
- Paisi I (1654-1655), 2n cop
- Joanic II (1655-1656), 4t cop
- Parteni III (1656-1657)
- Gabriel II (1657)
- Parteni IV (1657-1662)
- Teòfanes II (1659 com a coadjutor)
- Dionís III (1662-1665)
- Parteni IV (1665-1667), 2n cop
- Climent de Constantinoble (1667)
- Metodi III de Constantinoble (1668-1671)
- Parteni IV (1671), 3r cop
- Dionís IV el Musulmà (1671-1673)
- Geràsim II (1673-1674)
- Parteni IV (1675-1676), 4t cop
- Dionís IV el Musulmà (1676-1679), 2n cop
- Atanasi IV (1679)
- Jaume I (1679-1682)
- Dionís IV el Musulmà (1682-1684), 3r cop
- Parteni IV (1684-1685), 5è cop
- Jaume I (1685-1686), 2n cop
- Dionís IV el Musulmà (1686-1687), 4t cop
- Jaume I (1687-1688), 3r cop
- Cal·línic II (1688)
- Neòfit IV (1688)
- Cal·línic II (1689-1693), 2n cop
- Dionís IV el Musulmà (1693-1694), 5è cop
- Cal·línic II (1694-1702), 3r cop
- Gabriel III (1702-1707)
- Neòfit V (1707)
- Ciprià I (1707-1709)
- Atanasi V (1709-1711)
- Ciril IV (1711-1713)
- Ciprià I (1713-1714), 2n cop
- Cosme III (1714-1716)
- Jeremies III (1716-1726)
- Paisi II (1726-1732)
- Jeremies III (1732-1733), 2n cop
- Serafí I (1733-1734)
- Neòfit VI (1734-1740)
- Paisi II (1740-1743), 2n cop
- Neòfit VI (1743-1744), 2n cop
- Paisi II (1744-1748), 3r cop
- Ciril V (1748-1751)
- Paisi II (1751-1752), 4t cop
- Ciril V (1752-1757), 2n cop
- Serafí II (1757-1761)
- Joanic III (1761-1763)
- Samuel Catzeres (1763-1768)
- Meleci II (1769-1769)
- Teodosi II de Constantinoble (1769-1773)
- Samuel I Catzeres (1773-1774), 2n cop
- Sofroni II (1774-1780)
- Gabriel IV (1780-1785)
- Procopi I (1785-1789)
- Neòfit VII de Constantinoble (1789-1794)
- Geràsim III (1794-1797)
- Gregori V de Constantinoble (1797-1798)
- Neòfit VII (1798-1801), 2n cop
- Cal·línic IV (1801-1806)
- Gregori V (1806-1808), 2n cop
- Cal·línic IV (1808-1809), 2n cop
- Jeremies IV de Constantinoble (1809-1813)
- Ciril VI de Constantinoble (1813-1818)
- Gregori V (1818-1821), 3r cop
- Eugeni II de Constantinoble (1821-1822)
- Àntim III de Constantinoble (1822-1824)
- Crisant I (1824-1826)
- Agatàngel I (1826-1830)
- Constanci I (1830-1834)
- Constanci II (1834-1835)
- Gregori VI de Constantinoble (1835-1840)
- Àntim IV de Constantinoble (1840-1841)
- Àntim V de Constantinoble (1841-1842)
- Germà IV de Constantinoble (1842-1845)
- Meleci III de Constantinoble (1845)
- Àntim VI de Constantinoble (1845-1848)
- Àntim IV (1848-1852), 2n cop
- Germà IV (1852-1853), 2n cop
- Àntim VI (1853-1855), 2n cop
- Ciril VII de Constantinoble (1855-1860)
- Joaquim I (1860-1863)
- Sofroni III de Constantinoble (1863-1866)
- Gregori VI de Constantinoble (1867-1871)
- Àntim VI (1871-1873), 3r cop
- Joaquim II de Constantinoble (1873-1878)
- Joaquim III de Constantinoble (1878-1884)
- Joaquim IV de Constantinoble (1884-1887)
- Dionís V de Constantinoble (1887-1891)
- Neòfit VIII de Constantinoble (1891-1894)
- Àntim VII de Constantinoble (1895-1897)
- Constantí V de Constantinoble (1897-1901)
- Joaquim III (1901-1912), 2n cop
- Germà V de Constantinoble (1913-1918)

- sede vacante (1918-1921) 
- Meleci IV Metaxakis (1921-1923)
- Patriarca Gregori VII (1923-1924)
- Patriarca Constantí VI (1924-1925)
- Basili III (1925-1929)
- Foci II de Constantinoble (1929-1935)
- Benjamí de Constantinoble (1936-1946)
- Patriarca Màxim V (1946-1948)
- Atenàgores I (1948-1972)
- Demetri I de Constantinoble (1972-1991)
- Bartomeu I (des de 1991)